# Automatisch wapen

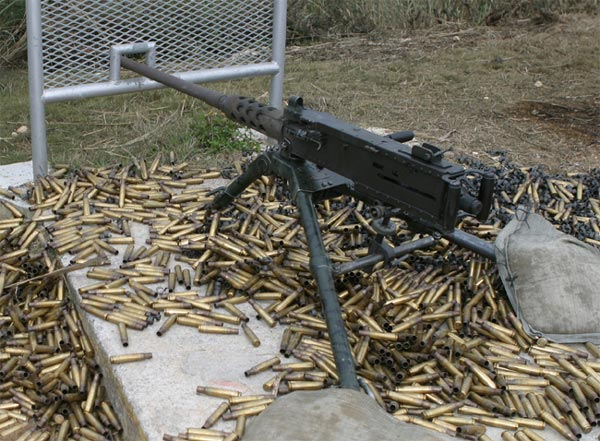
M2-machinegeweer

Automatische wapens zijn zelfladende wapens vanuit een magazijn of patroonband en kunnen vaak naar keuze vol- of halfautomatisch schieten.
Het "zelfladen" van een wapen vindt als volgt plaats. Bij het schietklaar maken van het wapen wordt door het naar achter trekken van de afsluiter de haan, hamer of slagpen, tegen veerdruk in, gespannen. Door loslaten van de afsluiter wordt een patroon vanuit het magazijn meegevoerd en in de kamer van de loop gebracht.
Het wapen is schietklaar.
Als de trekker overgehaald wordt dan "slaat" de hamer of slagpen tegen het slaghoedje van de patroon, waardoor dit ontsteekt. Door de vlam van het slaghoedje ontbrandt het kruit in de patroon en er volgt een explosie die de kogel uit de loop van het wapen drijft en de afsluiter van het wapen naar achteren drukt. De afsluiter neemt door middel van een haakje de lege huls mee naar achteren en werpt deze uit.
Zolang er nog patronen in het magazijn of patroonband zijn gaat de afsluiter weer naar voren en er kan wederom een schot worden afgegeven.